# Tyson Strachan
Tyson Strachan, född 30 oktober 1984, är en kanadensisk professionell ishockeyspelare som tillhör NHL-organisationen Minnesota Wild och spelar för deras primära samarbetspartner Iowa Wild i American Hockey League (AHL). Han har tidigare spelat på NHL-nivå för St. Louis Blues, Florida Panthers, Washington Capitals och Buffalo Sabres och på lägre nivåer för Albany River Rats, Peoria Rivermen, San Antonio Rampage och Hershey Bears i AHL, Las Vegas Wranglers i ECHL och Ohio State Buckeyes (Ohio State University) i National Collegiate Athletic Association (NCAA).
Strachan draftades i femte rundan i 2003 års draft av Carolina Hurricanes som 137:e spelare totalt.

## Statistik
| 2001–2002   | Tisdale Trojans       | SMHL        | 42  | 5  | 18 | 23 | 70  | —  | — | — | — | —  |
|             | Melville Millionaires | SJHL        | 2   | 0  | 0  | 0  | 0   | —  | — | — | — | —  |
| 2002–2003   | Vernon Vipers         | BCHL        | 56  | 6  | 22 | 28 | 99  | —  | — | — | — | —  |
| 2003–2004   | Ohio State Buckeyes   | NCAA        | 30  | 2  | 5  | 7  | 8   | —  | — | — | — | —  |
| 2004–2005   | Ohio State Buckeyes   | NCAA        | 31  | 1  | 4  | 5  | 32  | —  | — | — | — | —  |
| 2005–2006   | Ohio State Buckeyes   | NCAA        | 23  | 3  | 2  | 5  | 37  | —  | — | — | — | —  |
| 2006–2007   | Ohio State Buckeyes   | NCAA        | 35  | 7  | 11 | 18 | 55  | —  | — | — | — | —  |
|             | Albany River Rats     | AHL         | 1   | 0  | 0  | 0  | 0   | —  | — | — | — | —  |
| 2007–2008   | Peoria Rivermen       | AHL         | 34  | 1  | 2  | 3  | 61  | —  | — | — | — | —  |
|             | Las Vegas Wranglers   | ECHL        | 25  | 2  | 7  | 9  | 68  | 16 | 0 | 4 | 4 | 12 |
| 2008–2009   | St. Louis Blues       | NHL         | 30  | 0  | 3  | 3  | 39  | —  | — | — | — | —  |
|             | Peoria Rivermen       | AHL         | 29  | 2  | 3  | 5  | 67  | 3  | 0 | 0 | 0 | 11 |
| 2009–2010   | St. Louis Blues       | NHL         | 8   | 0  | 2  | 2  | 4   | —  | — | — | — | —  |
|             | Peoria Rivermen       | AHL         | 65  | 5  | 21 | 26 | 75  | —  | — | — | — | —  |
| 2010–2011   | St. Louis Blues       | NHL         | 29  | 0  | 1  | 1  | 39  | —  | — | — | — | —  |
|             | Peoria Rivermen       | AHL         | 13  | 0  | 8  | 8  | 4   | 1  | 0 | 0 | 0 | 2  |
| 2011–2012   | Florida Panthers      | NHL         | 15  | 1  | 2  | 3  | 5   | 2  | 0 | 1 | 1 | 0  |
|             | San Antonio Rampage   | AHL         | 50  | 3  | 14 | 17 | 41  | 7  | 1 | 3 | 4 | 0  |
| 2012–2013   | Florida Panthers      | NHL         | 38  | 0  | 4  | 4  | 40  | —  | — | — | — | —  |
|             | San Antonio Rampage   | AHL         | 24  | 1  | 8  | 9  | 22  | —  | — | — | — | —  |
| 2013–2014   | Washington Capitals   | NHL         | 18  | 0  | 2  | 2  | 28  | —  | — | — | — | —  |
|             | Hershey Bears         | AHL         | 60  | 4  | 15 | 19 | 56  | —  | — | — | — | —  |
| 2014–2015   | Buffalo Sabres        | NHL         | 46  | 0  | 5  | 5  | 44  | —  | — | — | — | —  |
| NHL totalt  | NHL totalt            | NHL totalt  | 184 | 1  | 19 | 20 | 199 | 2  | 0 | 1 | 1 | 0  |
| AHL totalt  | AHL totalt            | AHL totalt  | 276 | 16 | 71 | 87 | 326 | 11 | 1 | 3 | 4 | 13 |
| ECHL totalt | ECHL totalt           | ECHL totalt | 25  | 2  | 7  | 9  | 68  | 16 | 0 | 4 | 4 | 12 |
| NCAA totalt | NCAA totalt           | NCAA totalt | 119 | 13 | 22 | 35 | 132 | —  | — | — | — | —  |